# Paix de Longjumeau
Pour les articles homonymes, voir Longjumeau (homonymie).
La paix de Longjumeau est un traité de paix signé le 23 mars 1568, entre les chefs des armées royales (catholique) et protestante.

## Contexte
La bataille de Saint-Denis, l'apogée de cette deuxième guerre de religion en novembre 1567, est restée indécise : si le prince de Condé a été repoussé, le connétable de Montmorency a été tué. Dès lors, les deux armées se cherchent sans pour autant souhaiter s'affronter : les protestants tentent la jonction avec les reîtres allemands du prince palatin Jean Casimir, l’armée royale attend les troupes allemandes du duc de Saxe et les troupes italiennes du Piémont. Le manque de finances de part et d'autre oblige les deux camps à la paix.

## Détails du traité

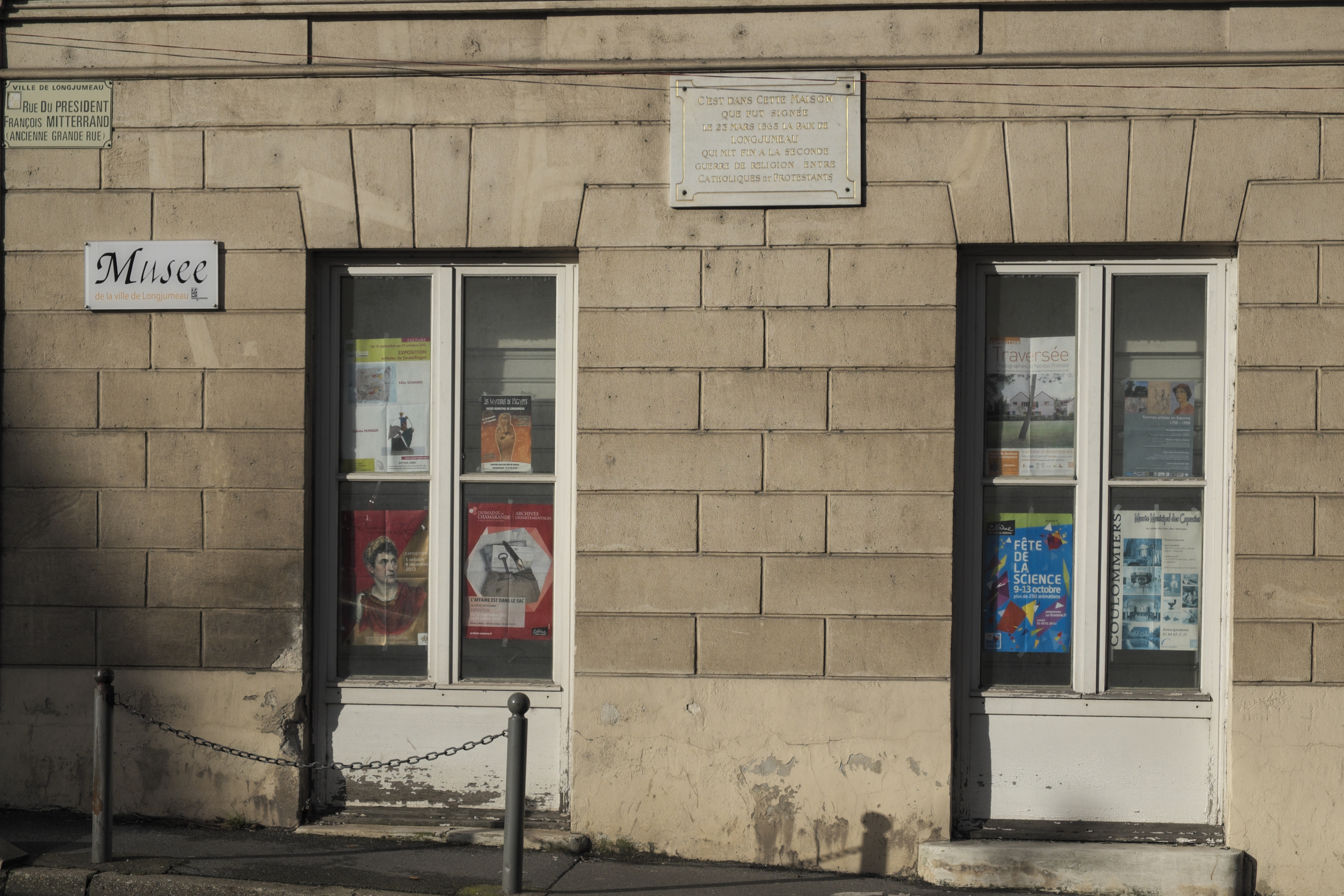
Plaque commémorative à Longjumeau.

Signé à Longjumeau, dans l'hôtel du Dauphin, négocié par Odet de Coligny et François de Montmorency, le traité conclut la deuxième guerre de religion française.
Les conditions de l’édit d'Amboise sont renouvelées (culte autorisé dans une ville par bailliage, interdiction de culte à Paris, dans les villes intra-muros). Les armées sont licenciées, celle des protestants partant en premier.
C'est une paix armée, et chacun des deux camps s'organise pour une reprise des combats que chacun pense imminente. Dès juillet, les catholiques tentent de mettre la main sur les deux chefs protestants, l'amiral de Coligny et le prince de Condé : l'échec de la tentative rallume la guerre.